# Oilton (Oklahoma)
Oilton es una ciudad ubicada en el condado de Creek en el estado estadounidense de Oklahoma. En el año 2010 tenía una población de 	1013 habitantes y una densidad poblacional de 595,88 personas por km².

## Geografía
Oilton se encuentra ubicada en las coordenadas 36°5′6″N 96°35′12″O / 36.08500, -96.58667 (36.085046, -96.586629).

## Demografía
Según la Oficina del Censo en 2000 los ingresos medios por hogar en la localidad eran de $23,274 y los ingresos medios por familia eran $29,766. Los hombres tenían unos ingresos medios de $26,250 frente a los $19,219 para las mujeres. La renta per cápita para la localidad era de $11,831. Alrededor del 26.4% de la población estaban por debajo del umbral de pobreza.